# 安特卫普围困
1584年7月至1585年8月的安特卫普围困发生在八十年战争期间。在当时，现今比利时的安特卫普不仅是荷兰最大的城市，而且还是十七省及整个西北欧的文化、经济和金融中心。1576年11月4日，未缴械的西班牙士兵发生哗变：在城中进行大肆掠夺和焚烧，史称「西班牙人的愤怒」。数以千计的居民遭杀戮，数百间房屋被烧毁。由此，更激起了安特卫普百姓对西班牙哈布斯堡王朝的反抗。该城市加入了乌得勒支同盟（1579年），成为荷兰起义的中心，它不再仅仅是新教徒的暴动，而成为了荷兰所有省份的起义。

## 西班牙统治
当西班牙腓力二世从与奥斯曼帝国在地中海大较量中解脱出来后，就将注意力转向了低地国家的起义，1579年，他派帕尔马公爵亚历山德罗·法尔内斯率军队赴佛兰德夺回对佛兰德、布拉班特以及联合省份的控制权。安特卫普围城战开始时（1585年），包括布鲁塞尔在内的佛兰德伯国绝大部分地区及布拉班特公国已摆脱西班牙统治一年多了，佛兰德军队早在数年前，无论数量或是质量上就已得到加强，到1585年，配备武器的士兵人数已达6.1万名。

## 攻城

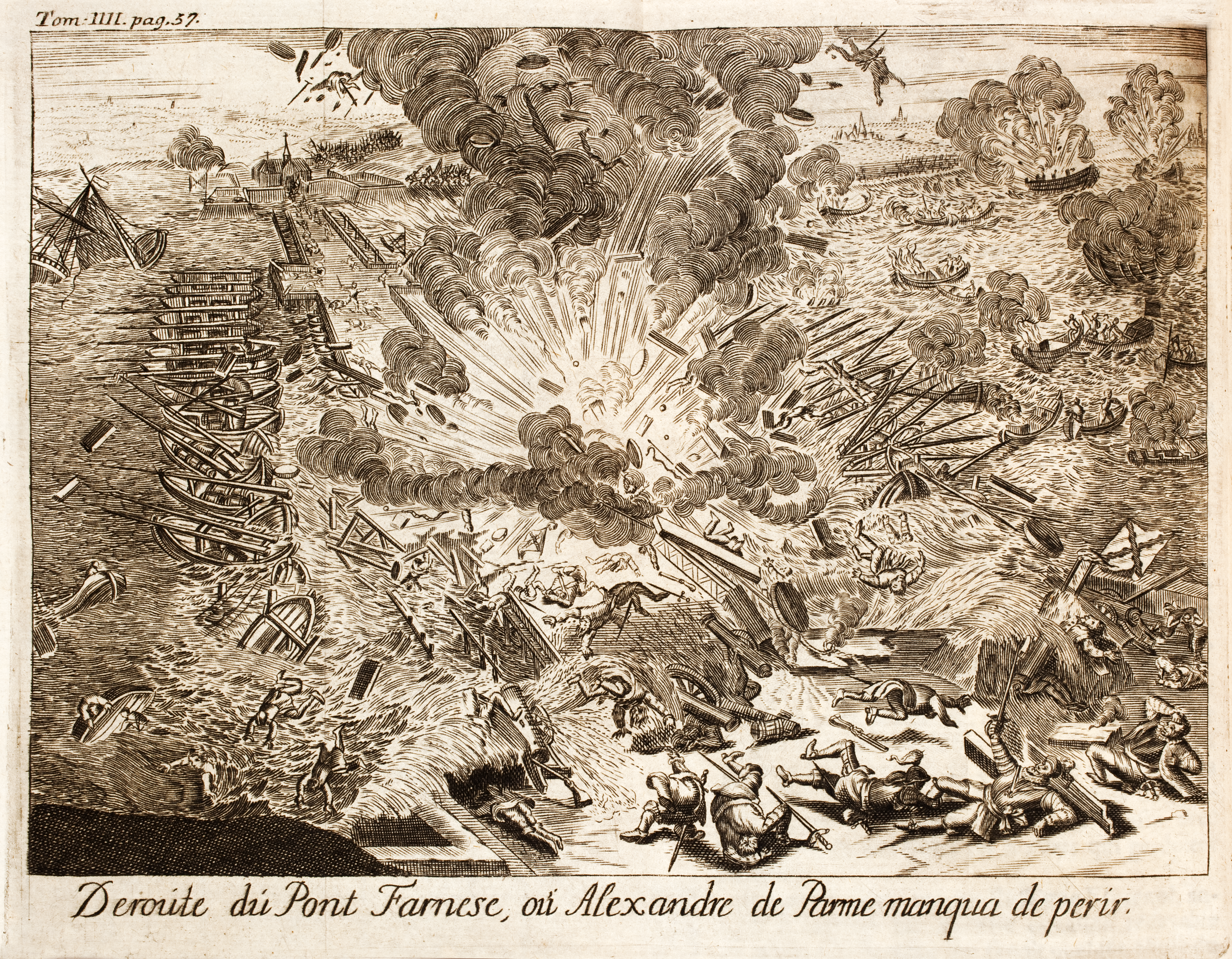
1585年帕尔马公爵在浮桥袭击中几乎被杀。

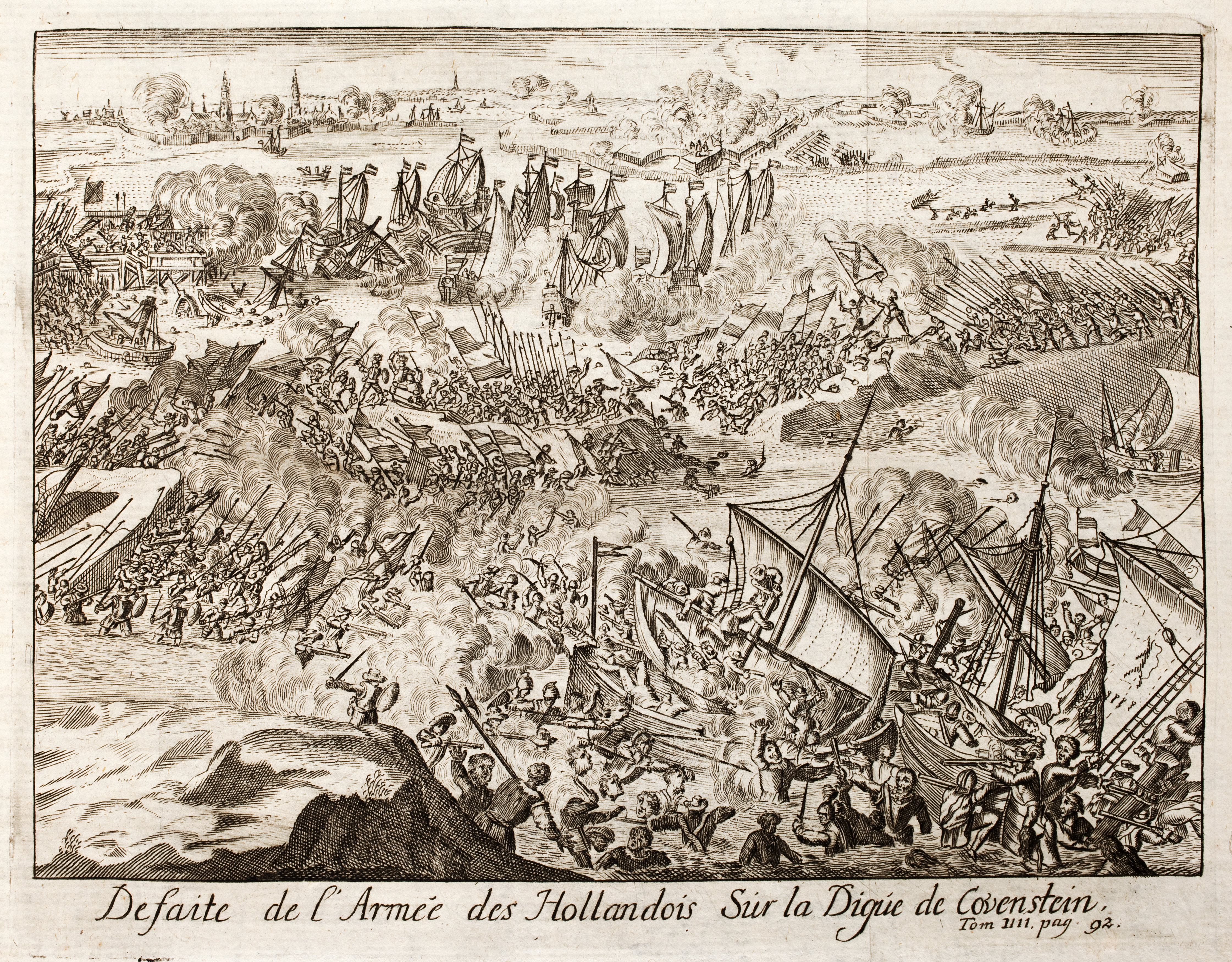
1585年5月26日西班牙人在浮桥附近击败了起义军。

在夺回佛兰德和布拉班特的战斗期间，帕尔马公爵通过进一步增加投入（称作西班牙之路），改善了西班牙军队在佛兰德的后勤保障。这是一条从哈布斯堡控制的意大利北部通往低地国家的线路，通过沿途设立各个战略要塞，确保为军队提供稳定的供应。围城战之初，帕尔马公爵的军队供给十分充足，第一阶段，先设置了环安特卫普的包围圈，并沿斯海尔德河河口修建了堡垒。
第二阶段包括长期围困安特卫普并架设跨斯海尔德河的大桥，有效地封锁了该城的水道。该座桥梁是当时攻城工程上的一项壮举，它是由连接在海尔德河二岸坚固要塞(架设了大炮)上，由平底船串起的浮桥（图中所示的大船）所组成，据信整座大桥有730米长。
针对封锁了斯海尔德河的这座大桥，荷兰人设法淹没了斯海尔德河周边的低地区，成功地阻断了堡垒周围大部分的通道，使它成为了一座孤岛。尽管荷兰人想利用泛洪区重新掌握对斯海尔德河的控制（使用带小火炮的小划艇），但西班牙人阵地仍牢不可破，许多西班牙堡垒上都配备了大炮和高素质士兵。荷兰人数次试图驾火船突入西班牙浮桥中，但守卫在相邻堡垒中的军队用长矛将他们推开，尽管火船爆炸时，他们伤亡惨重。据说此次战斗中，近800名西班牙人被杀死，弗里斯兰省和格罗宁根省省督卡斯帕·德·罗布斯也是其中的伤亡人员之一。
同时，起义军队也派出费尼斯·贝利斯舰（战争终结者），一种他们期望能冲跨浮桥的巨大浮动平台，但还是没取得成功。最终，荷兰人放弃了努力，被迫弃城投降。

## 城降
1585年8月17日，安特卫普投降。围城以来，占守在斯海尔德河上的荷兰人舰队堵绝了该城的出海航道，切断了它的对外贸易。为确保城池不再落入敌人之手，帕尔马公爵将有经验的卡斯蒂利亚军队留在了城中。在经历了血腥的围城战和1576年来的暴乱后，帕尔马公爵和他部队的行为举止完全出乎人们意料。帕尔马公爵发布了严禁洗劫的命令，并且西班牙军队的表现也无可挑剔，而安特卫普的新教居民也被告知在离开前，有四年时间来料理自己的事情。
一些人重新昄依了罗马天主教，而更多人则选择向北迁移，结束了该城的黄金岁月。在围城前的10万人口中，只有4万人留了下来。许多安特卫普商户随新教徒北徙，从而，为随后来临的北方联合省荷兰黄金时代打下了商业基础。
虽然城市恢复了繁荣，但由于荷兰人封锁了斯海尔德河的商业航运，使该城无法重现昔日的辉煌。这一封锁持续了两个世纪，也是荷兰与比利时关系发展史上一个重要的创伤因素。

## 备注
1. ↑  Alfons K. L. Thijs, Van Geuzenstad tot katholiek bolwerk: Maatschappelijke betekenis van de kerk in contrareformatorisch Antwerpen (Antwerp, 1990), p. 102.

## 延伸阅读
- Geyl, Pieter. (1932), The Revolt of the Netherlands, 1555–1609.
- Israel, Jonathan I. (1998), The Dutch Republic. Its Rise, Greatness, and Fall 1477–1806, Clarendon Press, Oxford, pp 216–19
- Parker, Geoffrey (2nd ed. 1990), The Dutch revolt, Penguin books, London